# Breaking News
A Breaking News Michael Jackson amerikai énekes dala Michael című posztumusz albumáról. 2010-ben jelent meg az album első, promóciós kislemezeként, és azonnal viták merültek fel arról, mennyire autentikus Jackson-szerzemény. A dal szövege arról a zaklatásról szól, aminek a bulvármédia tette ki az énekest, emiatt többen hasonlították Britney Spears Piece of Me című dalához. A dal kisebb sikert aratott, az első helyet érte el a Billboard Bubbling Under Hot R&B/Hip-Hop Songs slágerlistáján (ami a Billboard Hot 100 lista 101. helyének felel meg).

## Háttér
A Breaking Newst Jackson, Eddie Cascio és James Porte írták, producerei Teddy Riley, Cascio és Jackson. A dalt a Sony Music Entertainment 2010 novemberében jelentette meg a Michael album promóciójának keretén belül. 2010. november 5-én egy videoelőzetes jelent meg a dal egy részletével Jackson hivatalos weboldalán. Az előzetesben utalások történnek a jogi problémákra és a média zaklatására, amelyekkel az énekesnek szembesülnie kellett a halála előtti években. Három nappal később a teljes dal felkerült Jackson weboldalára, majd a rádiók is játszani kezdték. A dal felkerült az énekes posztumusz, Michael című albumára, ami 2010-ben jelent meg.

## Felvételek
Jackson a dalt New Jerseyben vette fel 2007-ben, amikor a Cascio családnál tartózkodott. Ugyanekkor rögzítette a Michael albumon szintén szereplő Monster és Keep Your Head Up című dalokat. A dal témája Jacksonnak a bulvármédiával szembeni jól ismert ellenérzése. Elena Gorgan a Softpediától Britney Spears 2007-ben megjelent Piece of Me című dalához hasonlítja.

## Fogadtatása
A dal a zenekritikusoktól nagyrészt negatív fogadtatásban részesült. Terri Thomas, a KJLH rádió műsorszervezője szerint bár az embereknek hiányzik Jackson, a dalnak nem sikerül versenyre kelnie az énekes klasszikus dalaival. Skip Dillard a WBLS-től kijelentette, hogy a hallgatók szerint a Breaking News befejezetlennek hangzik, és nem jellemző rá az a tökéletességre törekvés, ami általában jelen volt Michael zenéjében. Ashante Infantry a Toronto Startól azt írta a dalról, hogy „azzal fenyeget, hogy tönkreteszi a posztumusz jóindulatot, ami felébredt az emberekben a popsztár iránt”, és hogy „a középpontba állít mindent, ami problémás volt Michaellel kapcsolatban”. Darryl Sterdan a QMI Agencytől kijelentette, hogy a szöveg mesterkéltnek tűnik – olyan, mintha egy másik dalhoz készült volna és csak nehéz manipuláció árán sikerült volna ehhez a dallamhoz igazítani.” A The Christian Science Monitor kritikája szerint „az új Michael Jackson-dal még több vitát vált ki, a rajongók megosztottak: van, aki szereti az új dalt, mások szkeptikusok.” Cameron Adams a Herald Suntól úgy vélte, ha Jackson nem hal meg, a dal valószínűleg kiadatlan marad. Joe Vogel, a Man in the Music: The Creative Life and Work of Michael Jackson című Jackson-életrajz szerzője azonban pozitívan értékelte a dalt, és azt mondta róla, „minden kritika ellenére tartalmát tekintve a dal klasszikus Michael Jackson.”

## Viták a dal körül
A Breaking News és több más, állítólag Jackson, Cascio és Porte által közösen írt dal eredetiségét Jackson édesanyja, Katherine nővére, La Toya, valamint unokaöccsei, T.J., Taj és Taryll, valamint az elhunyt énekes számos rajongója megkérdőjelezte; utóbbiak közül többen kijelentették, nem veszik meg az albumot, amíg a helyzet nem tisztázódik. Az AFP és a Reuters jelentése szerint azonnal kérdések merültek fel, valóban Michael Jackson hangja hallható-e a felvételen. A Sony Music Group kijelentette, hogy alapos kutatás után teljesen biztosak abban, hogy az új albumon Michael hangja hallható, ezenkívül megbíznak azoknak a tanúságában, akik a stúdióban voltak Michaellel.
2010. november 11-én a Michael Jackson Estate kiadott egy nyilatkozatot, mely szerint „hatan Michael korábbi producerei és hangmérnökei közül, akik dolgoztak vele az elmúlt 30 évben – Bruce Swedien, Matt Forger, Stewart Brawley, Michael Prince, Dr. Freeze és Teddy Riley – mind megerősítették, hogy ez valóban Michael hangja.” A Sony kijelentette, hogy két igazságügyi hangszakértő is elemezte a felvételt, de erről bizonyítékot nem tettek közzé. Felmerült, hogy valójában egy Jason Malachi nevű énekes énekel rajta – ő már korábban híres lett azzal, hogy ügyesen utánozza Jackson hangját – de Malachi azt nyilatkozta, nincs köze a felvételhez. 2011. január 16-án azonban megjelent egy beismerő üzenet Malachi Facebook-oldalán, mely szerint énekelt az albumon. Később azt állította, weboldalát, valamint Myspace- és Facebook-oldalát feltörték. Két órával később menedzsere, Thad Nauden kijelentette a TMZ-nek, hogy „valaki kamu Facebook-oldalt hozott létre Jason nevében” és „Jason mindenkivel tudatni akarja, hogy egyáltalán nem énekelt az albumon.”

## Helyezések
A dalt már megjelenése napján számtalan rádió játszani kezdte, az Egyesült Államokban összesen 151, a popzeneitől az R&B-rádiókon keresztül az adult contemporary stílusúakig. Összesen 246-szor játszották le, körülbelül 2.2 millióan hallhatták. Emellett a Nielsen BDS szerint 52 R&B/hiphop rádióadón át kb. 1.1 millió hallgatót érhetett el. A BDS által számon tartott amerikai rádióadók közül 177-en összesen 302-szer játszották le, összesen 2.6 millió hallgatónak. A műsorvezetők vegyesen fogadták. Két napnyi rádiós játszás után az első helyet érte el a Billboard slágerlista Bubbling Under Hot R&B/Hip-Hop Songs listáján, ami a hivatalos R&B/hiphop slágerlista 101. helyét jelenti. A dal csak egy hetet töltött ezen a listán.
| Slágerlista (2010)                               | Legmagasabb helyezés |
| ------------------------------------------------ | -------------------- |
| USA Billboard Bubbling Under R&B/Hip-Hop Singles | 1                    |